# Anderson Costa
Anderson Costa (ur. 13 marca 1984 w Rio de Janeiro) – brazylijski piłkarz grający na pozycji napastnika.
Anderson pochodzi z Rio de Janeiro, gdzie jak większość brazylijskich piłkarzy wychowywał się w biednej dzielnicy. Jako dziecko został zapisany do szkółki piłkarskiej klubu CR Vasco da Gama. W pierwszym zespole zadebiutował w 2002 roku w brazylijskiej Série A, jednak w całym sezonie zagrał raptem 2 razy. W kolejnym sezonie 2003 Anderson także dość sporadycznie pojawiał się na boisku wchodząc na nie głównie z ławki rezerwowych. Strzelił tylko 2 gole, a Vasco da Gama zajęło odległą 17. lokatę w tabeli. Kolejny sezon (2004) dla Andersona był już dużo lepszy. Przez pół roku zagrał 30 meczów i zdobył 9 bramek. Latem tamtego roku został wypożyczony do hiszpańskiego klubu grającego w Segunda División, o nazwie Córdoba CF. W Córdobie 7-krotnie zdobywał bramkę w lidze, ale po sezonie powrócił do Vasco. Tam zagrał pierwszą część sezonu 2005, po czym za milion euro został sprzedany do chorwackiego Dinama Zagrzeb, gdzie natrafił na swoich rodaków Carlosa, Etto i posiadającego chorwacki paszport Eduardo da Silvę.
W pierwszej lidze zadebiutował dopiero w 18. kolejce – 12 lutego 2006 roku w wygranym w Splicie meczu z tamtejszym Hajdukiem 1:0. Pierwszą bramkę zdobył już tydzień później podczas wygranych 4:1 derby z NK Zagreb. W Dinamie miał małe kłopoty z wywalczeniem miejsca w pierwszym składzie, gdyż u trenera Josipa Kuže częściej w linii ataku grali da Silva czy Ivan Bošnjak, dlatego częściej wchodził na boisko z ławki rezerwowych. Z Dinamem wywalczył w tamtym sezonie mistrzostwo Chorwacji. Sezon 2006/2007 miał niezbyt udany. Z Dinamem nie zakwalifikował się ani do Ligi Mistrzów, ani fazy grupowej Pucharu UEFA. W lidze zdobył tylko 1 gola i jako rezerwowy zagrał w 10 meczach. Zimą 2007 odszedł z klubu po „czystkach” w kadrze i przeszedł do Vitória SC, grającej w drugiej lidze Portugalii.
Grał też w: Arisie Saloniki, Esporte Clube Bahia, Lucena CF, Duque de Caxias FC, Bene Sachnin, Pro Vercelli, Guarani FC i EC Santo André.